# Marie Røpke
Marie Røpke (19 de junio de 1987) es una deportista danesa que compitió en bádminton, en la modalidad de dobles.
Ganó dos medallas de plata en el Campeonato Europeo de Bádminton, en los años 2012 y 2014.

## Palmarés internacional
| Campeonato Europeo | Campeonato Europeo  | Campeonato Europeo | Campeonato Europeo |
| Año                | Lugar               | Medalla            | Prueba             |
| ------------------ | ------------------- | ------------------ | ------------------ |
| 2012               | Karlskrona (Suecia) | Medalla de plata   | Dobles             |
| 2014               | Kazán (Rusia)       | Medalla de plata   | Dobles             |